# Герб Черниговского воеводства
Герб Черниговского воеводства (пол. Herb województwa czernihowskiego) — официальный символ Черниговского воеводства Речи Посполитой.

## История
Черниговская земля оказались в составе Польши в 1618 году после русско-польской войны по Деулинскому соглашению. В 1633 году польский король Владислав IV наделил землю статусом воеводства. Тогда же был утверждён герб: двуглавый орёл c раскинутыми крыльями, который увенчан одной короной. Об этом свидетельствует гербовник Каспера Несецкого «Корона Польская» (пол. Korona Polska), изданный в 1728—1743 годах.
На груди орла, по данному источнику, должна быть монограмма в виде латинской буквы «V» короля Владислава ІV. В. Румянцева со ссылкой на К. Несецкого, считает, что эмблемой Черниговского воеводства был чёрный двуглавый орёл с распущенными крыльями, увенчанный одной короной. Сергей Панасенко приводит прорисовку герба из этого же атласа — белый (серебряный) двуглавый орёл с золотой короной на белом щите в форме «растянутой шкуры».
На практике во второй половине XVIII веке на польских картах использовался иной герб — серебряный двуглавый орёл под одной короной на золотом щите и без вензеля.
Почти через 100 лет после полной потери Польшей воеводства и само воеводство и его герб стали забываться. Для украшения посольского и сенатского залов Королевского замка в Варшаве, где планировалось изобразить все гербы Речи Посполитой, «изобрели» новый герб Черниговско-Северской земли: в красном поле вздыбленный серебряный конь в окружении трёх звёзд (ср. герб Северщины Петровских времён), а над ним серебряный одноглавый орёл.
Некоторые историки считают, что двуглавый орёл появился на гербе, так как являлся символом черниговских князей — двуглавые орлы изображались на стенах палат Борисоглебского собора в Чернигове (1123). В хронике Ульриха Рихенталя 1414—1418 годов помещён герб Руси с двуглавым орлом, который некоторые историки считали гербом Чернигова. Есть предположение, что двуглавый орёл был выбран польским королём для герба Черниговщины, отвоеванной у Москвы, в пику Московскому царю.

## Галерея

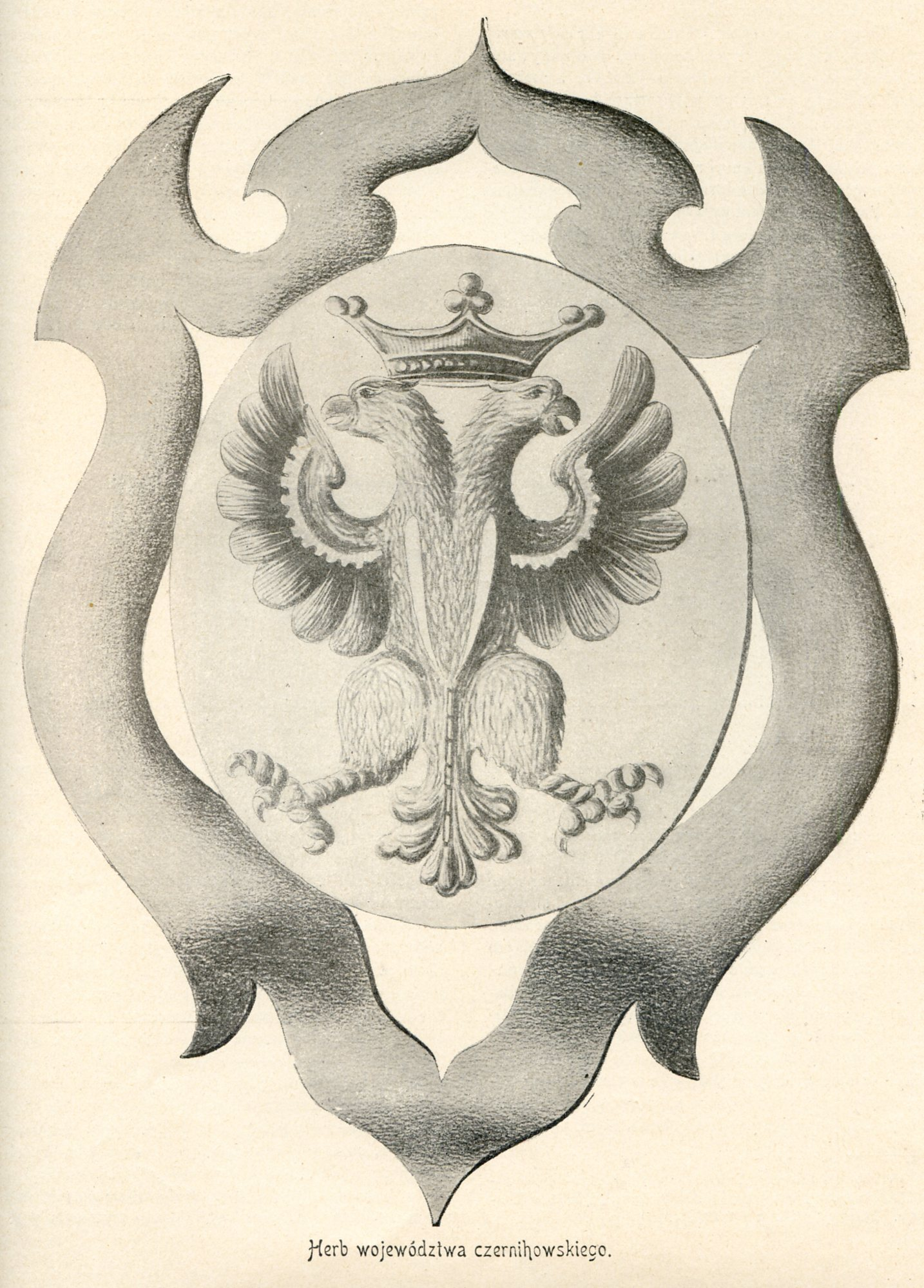
Герб воеводства с вензелем польского короля Владислава IV
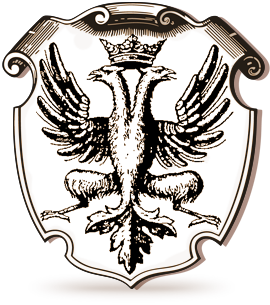
Герб 1635 года. По гербовнику Каспера Несецкого
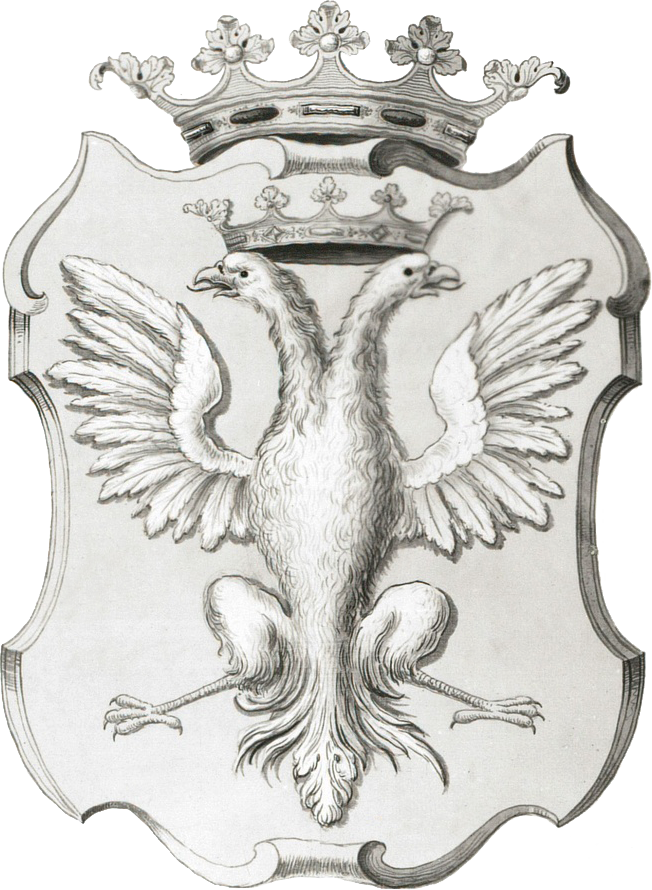
Герб Черниговского воеводств. 1720
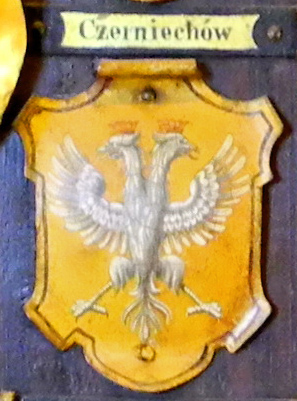
Рисунок в Польском  историческом музее в коммуне Рапперсвиль-Йона, Швейцария
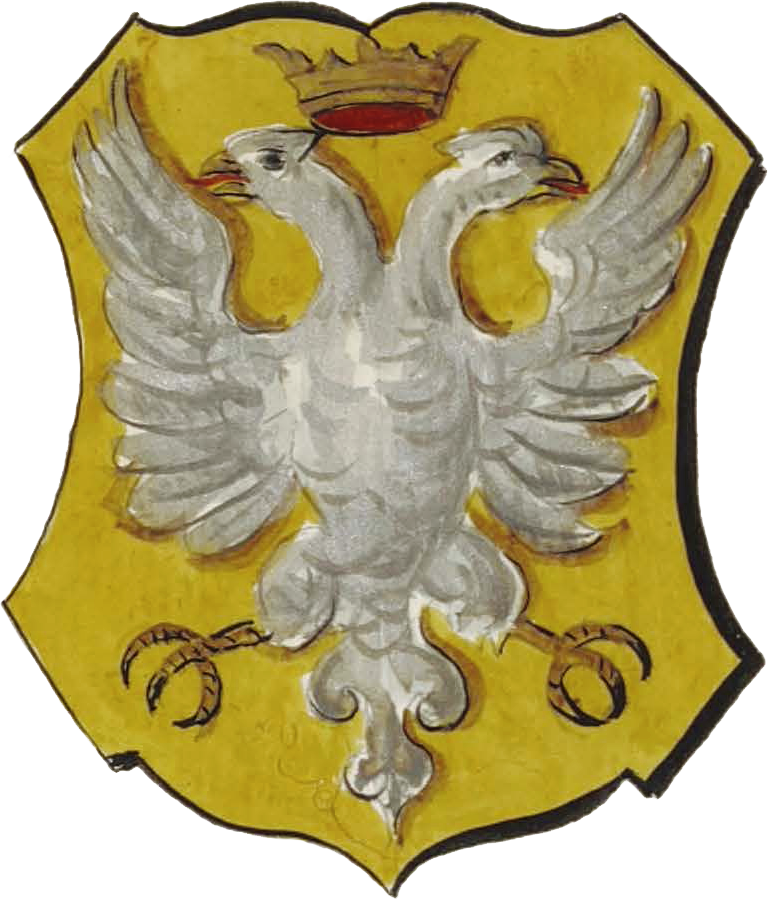
Рисунок герба из гербовника 1875 года
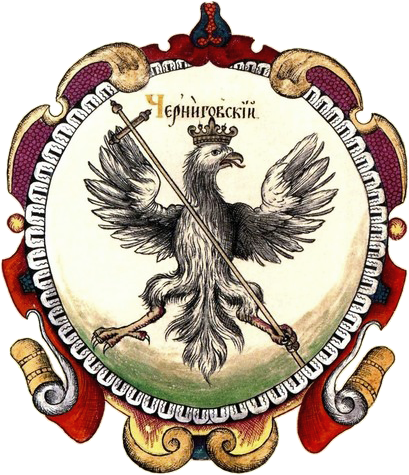
Герб Черниговский в «Царском титулярнике» (1672)
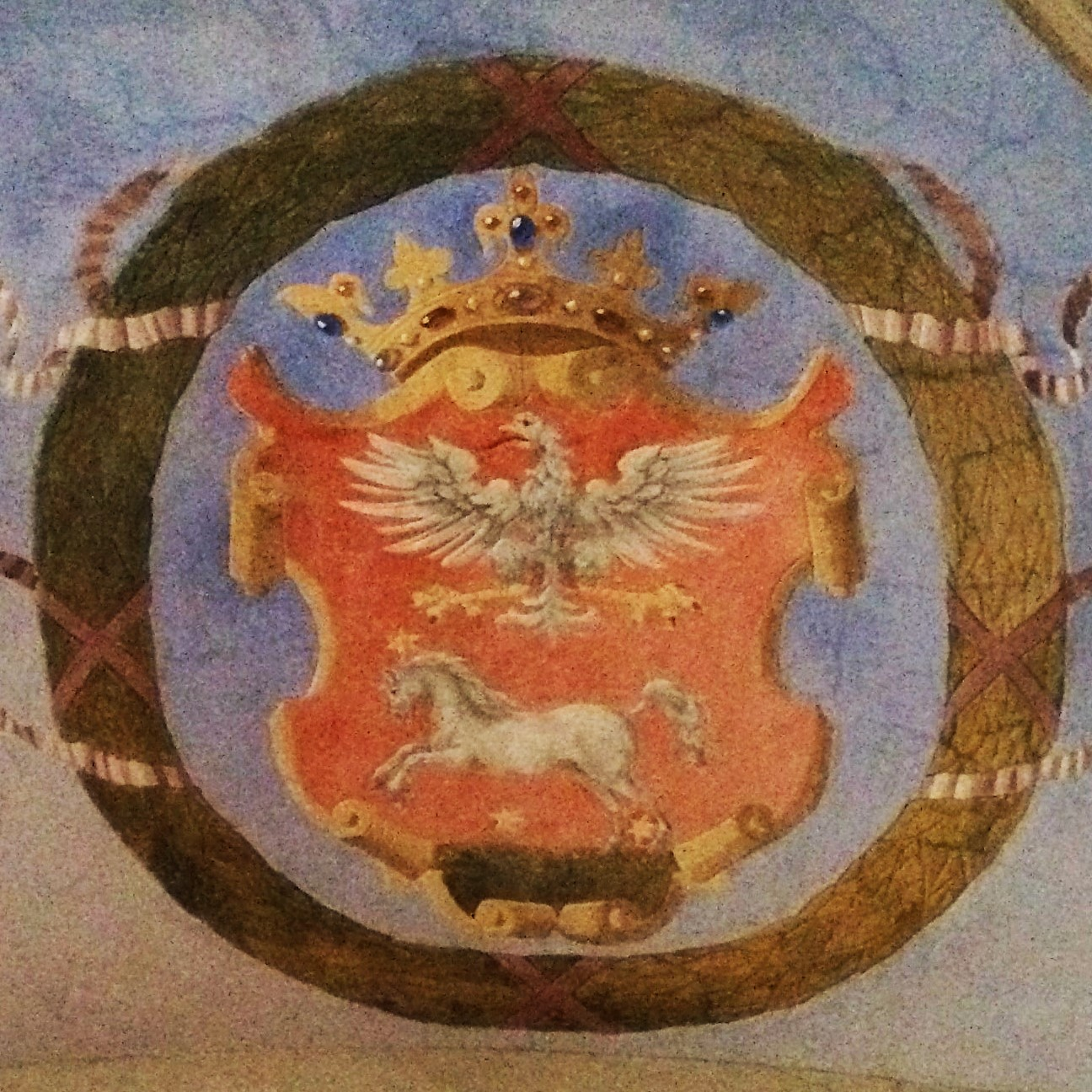
Герб в Посольском зале Королевского замка в Варшаве (после 1720 г.)